# فانانو، میکرونزی
فانانو یک آب‌سنگ حلقوی و روستا و منطقه شهرداری در ایالت چوک، ایالات فدرال میکرونزی است. این روستا در بخش خاوری آب‌سنگ حلقوی نوم‌وین قرار دارد.
{{Infobox settlement
|name=فانافو|native_name=|native_name_lang=|motto=|image_skyline=Nomwin Landsat.jpg|map_alt=|image_caption=آب‌سنگ حلقوی نوم‌وین از دید ماهواره لندست|pushpin_map=Federated States of Micronesia|pushpin_label_position=|pushpin_map_alt=|pushpin_map_caption=|latd=8|latm=33|lats=30.96|latNS=N|longd=151|longm=54|longs=16.2|longEW=E